# Drag king

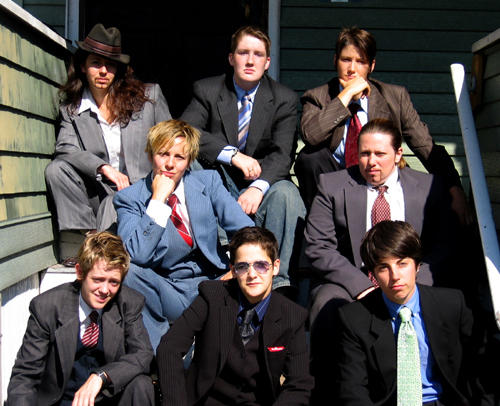
All the Kings Men, performensowa grupa drag king z Bostonu w USA.

Drag king (z ang. in drag oznacza bycie w przebraniu płci przeciwnej, king – król) – określenie postaci scenicznej kreowanej przez artystę, który robi przedstawienie z męskości, przy użyciu męskich ubrań, przyklejanego sztucznego zarostu i wsuniętego w spodnie sztucznego penisa. 
Drag king są najczęściej kobiety, ale mogą to być też osoby jakiejkolwiek płci biologicznej. Przedstawiają przesadny obraz macho. Wybierają dla siebie różne typy męskości i różne style: od agresywnego macho po typ chłopięcy, często prowokacyjnie lub karykaturalnie przerysowane.
Pod koniec XIX i na początku XX wieku kilku drag kingów zostało gwiazdami brytyjskiej sceny music-hallowej. Dzięki temu brytyjska pantomima zachowała tradycję odgrywania przez kobiety ról męskich. Począwszy od połowy lat 90. drag kingowie zaczęli zdobywać sławę, jaką cieszyli się już mężczyźni występujący jako kobiety, nazywani drag queens.
W Stanach Zjednoczonych i Europie Zachodniej drag queens i drag kings często występują odpowiednio w klubach gejowskich i lesbijskich i mają swoje serwisy internetowe. Organizowane są też specjalne festiwale i warsztaty..